# 约斯塔·霍尔默
约斯塔·霍尔默（瑞典語：Gösta Holmér，1891年9月23日—1983年4月22日），瑞典男子田径运动员。他曾代表瑞典参加1912年和1920年夏季奥林匹克运动会田径比赛，其中1912年奥运会获得一枚铜牌。